# Pobitno
Pobitno – część Rzeszowa, dzielnica niestanowiąca jednostki pomocniczej gminy, położona we wschodniej części miasta (dawna wieś podmiejska), przyłączona do miasta w całości w 1951 roku. Niektórzy badacze widzą w niej prastary gród warowny nad skarpą rzeki Wisłok. Pobitno dzieli się na część północną i południową, a obie oddziela od siebie ul. Lwowska. W północnej części zachowanych jest jeszcze wiele drewnianych domów świadczących o wiejskiej przeszłości Pobitna. W południowej części dominują małe, estetyczne bloki i domki jednorodzinne.
Wieś szlachecka Powietna, własność Ligęzów, położona była w 1589 roku w ziemi przemyskiej województwa ruskiego.
Na Pobitnie-Północ znajduje się kopiec poświęcony Konfederatom Barskim. W tym miejscu, 13 sierpnia 1769 r., konfederaci po kilku dniach obrony zamku w Rzeszowie, stoczyli bitwę z wojskami rosyjskimi. Do dziś wśród wielu osób panuje opinia, iż obecny kopiec powstał na miejscu kurhanu.
Michał Ostaszewski (1720–1816), był organizatorem i jednym z przywódców konfederacji barskiej na Podkarpaciu, zwolennik Konstytucji 3 maja. Jego udział w konfederacji upamiętnił zbieracz tradycji barskich, Feliks Jan Szczęsny Morawski (1818–1898), czyniąc go jednym z bohaterów swej powieści historycznej Pobitna pod Rzeszowem (wyd. Kraków 1864).
Jednym z ciekawszych miejsc jest zabytkowy cmentarz, w którym pochowano wielu znanych i zasłużonych dla miasta Rzeszowian, jak np. Łukasz Ciepliński (grób symboliczny), ks. Józef Jałowy, Leopold Lis-Kula, Edward Janusz. Cmentarz ten założony w 1910 roku jako cmentarz komunalny Rzeszowa jest jedną z największych nekropolii w mieście.
Infrastruktura dzielnicy w ostatnich latach uległa znacznej poprawie i przebudowie. W ostatnich latach wykonano tu wiele remontów ulic i budynków, co sprawiło, że dzielnica ta staje się coraz bardziej estetycznym i przyjaznym do zamieszkiwania miejscem.
Na terenie pogranicza Pobitna i Wilkowyi (formalnie na terenie os. Mieszka I) znajduje się Szpital Wojewódzki nr 2.

## Komunikacja
Przystanek kolejowy Rzeszów Pobitno